# Yang Weizhen
Yang Weizhen (xinès simplificat: 杨维桢;xinès tradicional: 楊維楨,; pinyin:Yáng Wéizhēn), també conegut amb el pseudònim Tieya (que té a veure amb la muntanya del mateix nom) fou un pintor, cal·lígraf, poeta i músic xinès que va viure durant la dinastia Yuan. Oriünd de la província de Zhejiang. Va néixer vers el 1296 a l'actual Shaoxing (紹興) i morí el 1370.
Yang va ser un funcionari que a la fi de la dinastia Yuan va renunciar al càrrec. És autor de diversos colofons d'un cert nombre de pintures i d'un prefaci d'un text relacionat amb l'art (el “Tuhui Baojian” de Xia Wenyuan). Quan el seu pare li va proporcionar una biblioteca a la muntanya Tieya es va dedicar intensament a estudiar, aconseguint un càrrec en l'Administració i va residir a Hangzhou i, davant la situació política, es va retirar a les muntanyes Fuchun. Va ser un erudit confucià i practicant del taoisme. Va existir una relació d'amistat entre Yang i els cèlebres pintors Huang Gongwan i Ni Zan (es conserva una pintura amb Gu An, Zhang Shen i Ni Zan amb una inscripció de Yang Weizhen que duu per títol “Hiverns, bambú i roca),
En l'art xinès, cal·ligrafia i pintura estan estretament unides però l'activitat de Yang Weizhen com a cal·lígraf ha arribat a fer ombra la seva producció pictòrica, tan gran va ser la seva fama en aquest camp. Entre les seves obres cal mencionar Pi a l'hivern que es conserva al Museu Nacional del Palau de Taipei, segons Fu Shen, se li pot atribuir també Muntanya a la primavera.